# Ligne de Mezőcsát à Nyékládháza
La ligne de Mezőcsát à Nyékládháza ou ligne 88 est une ligne de chemin de fer de Hongrie. Elle relie Mezőcsát à Nyékládháza.